# Cục Văn thư và Lưu trữ nhà nước (Việt Nam)
Cục Văn thư và Lưu trữ nhà nước (tiếng Anh: State Records and Archives Department of Vietnam) là cơ quan trực thuộc Bộ Nội vụ, thực hiện chức năng tham mưu, giúp Bộ trưởng Bộ Nội vụ quản lý nhà nước về văn thư, lưu trữ trong phạm vi cả nước; quản lý tài liệu lưu trữ quốc gia và thực hiện các dịch vụ công về văn thư, lưu trữ theo quy định của pháp luật.
Chức năng, nhiệm vụ, quyền hạn và cơ cấu tổ chức của Cục Văn thư và Lưu trữ nhà nước được quy định tại Quyết định số 1199/QĐ-BNV ngày 16 tháng 12 năm 2022 của Bộ trưởng Bộ Nội vụ.

## Lịch sử hình thành
Ngày 8 tháng 9 năm 1945, Chính phủ lâm thời nước Việt Nam Dân chủ Cộng hoà ra Sắc lệnh thành lập và chỉ định người đứng đầu Nha Lưu trữ Công văn và Thư viện toàn quốc thuộc Bộ Quốc gia Giáo dục. Tiếp theo, ngày 3 tháng 1 năm 1946, Chủ tịch Chính phủ lâm thời nước Việt Nam Dân chủ Cộng hòa Hồ Chí Minh ký Thông đạt số 1C-VP nhấn mạnh giá trị đặc biệt của tài liệu lưu trữ đối với phương diện kiến thiết quốc gia và nghiêm cấm tiêu huỷ hồ sơ, tài liệu nếu chưa được phép của cơ quan có thẩm quyền.
Ngày 4 tháng 9 năm 1962, Chính phủ ban hành Nghị định số 102/CP thành lập Cục Lưu trữ thuộc Phủ Thủ tướng.
Ngày 11 tháng 12 năm 1982, Hội đồng Nhà nước thông qua Pháp lệnh bảo vệ tài liệu lưu trữ quốc gia. Thi hành Điều 14 của Pháp lệnh, ngày 1 tháng 3 năm 1984, Hội đồng Bộ trưởng ban hành Nghị định số 34/HĐBT quy định chức năng, nhiệm vụ, quyền hạn và tổ chức của Cục Lưu trữ Nhà nước. Ngày 25 tháng 1 năm 1991, Chủ tịch Hội đồng Bộ trưởng ra Quyết định số 24-CT giao cho Cục Lưu trữ Nhà nước quản lý công tác văn thư. Từ năm 1984 đến năm 1991, Cục Lưu trữ Nhà nước thuộc Hội đồng Bộ trưởng.
Từ năm 1992, theo yêu cầu tinh giản bộ máy Nhà nước và giảm đầu mối các cơ quan trực thuộc, Hội đồng Bộ trưởng (nay là Chính phủ) đã giao cho Ban Tổ chức - Cán bộ Chính phủ (nay là Bộ Nội vụ) trực tiếp quản lý Cục Văn thư và Lưu trữ nhà nước.

## Nhiệm vụ và quyền hạn
Cục Văn thư và Lưu trữ nhà nước thực hiện các nhiệm vụ, quyền hạn chính sau đây:
1. Trình Bộ trưởng Bộ Nội vụ xem xét, ban hành hoặc trình cấp có thẩm quyền ban hành các văn bản quy phạm pháp luật; chiến lược, đề án, dự án, quy hoạch, kế hoạch dài hạn; tiêu chuẩn, quy trình, quy định và định mức kinh tế - kỹ thuật về văn thư, lưu trữ.
2. Tham mưu, giúp Bộ trưởng Bộ Nội vụ thực hiện quản lý nhà nước công tác văn thư, lưu trữ
3. Thực hiện các nhiệm vụ theo phân cấp của Bộ trưởng Bộ Nội vụ và quy định của pháp luật
4. Thực hiện các nhiệm vụ khác do Bộ trưởng Bộ Nội vụ giao.

## Cơ cấu tổ chức[2]
(Theo Điều 3, Quyết định số 1199/QĐ-BNV ngày 16 tháng 12 năm 2022 của Bộ trưởng Bộ Nội vụ)

### Các đơn vị chức năng thuộc Cục
- Văn phòng Cục
- Phòng Tổ chức - Cán bộ
- Phòng Kế hoạch - Tài chính
- Phòng Hợp tác quốc tế và Quản lý khoa học
- Phòng Quản lý Văn thư - Lưu trữ I
- Phòng Quản lý Văn thư - Lưu trữ II

### Các đơn vị sự nghiệp công lập thuộc Cục
- Trung tâm Lưu trữ quốc gia I
- Trung tâm Lưu trữ quốc gia II
- Trung tâm Lưu trữ quốc gia III
- Trung tâm Lưu trữ quốc gia IV
- Trung tâm Lưu trữ quốc gia tài liệu điện tử
- Trung tâm Khoa học kỹ thuật Văn thư - Lưu trữ
- Trung tâm Bảo hiểm tài liệu lưu trữ quốc gia

## Hợp tác
- Ký kết ghi nhớ hợp tác Việt Nam – Lào trong lĩnh vực văn thư, lưu trữ[3]
- Việt Nam – Indonesia: Thiết lập hợp tác song phương về lưu trữ[4]

## Hoạt động lưu trữ
- Trưng bày hơn 300 tư liệu quý về Đảng Cộng sản Việt Nam.[5]
- Triển lãm chuyên đề "Đảng Cộng sản Việt Nam ra đời - Bước ngoặt của cách mạng Việt Nam"[6]
- Phụ trách phần nội dung tạo điểm nhấn về lịch sử - sẽ trưng bày chuyên đề Sài Gòn - Thành phố Hồ Chí Minh trong cách mạng giải phóng dân tộc 1930-1975[7]
- Triển lãm Quân đội anh hùng vững bước dưới cờ Đảng quang vinh (1/2020) tổ chức tại Bảo tàng Lịch sử Quân sự[8]
- Thống nhất non sông (4/2020) tổ chức tại Dinh Độc Lập.[8]
- Tài liệu lưu trữ về Hoàng Sa (6/2020) tổ chức tại Đà Nẵng.[8]
- Tài liệu lưu trữ với lịch sử Thăng Long (10/2020) và Dấu ấn kinh thành Thăng Long (11/2020) tổ chức tại Hà Nội[8].
- Về biên soạn xuất bản các ấn phẩm có sách "Địa danh hành chính Bắc Kỳ"; "Tuyển tập tài liệu về Hội nghị Paris" (phối hợp với Lưu trữ Liên bang Nga); "Chuyến bay Liên hợp 37 của phi hành đoàn Liên Xô - Việt Nam"[8]
- Triển lãm "Tết hoàng cung qua Mộc bản triều Nguyễn"[9]
- Triển lãm "Hoàng thành Thăng Long - dấu ấn một thời"[10]
- Năm 2018, Cục đã tổ chức 16 cuộc trưng bày, triển lãm trong nước và quốc tế; công bố 3 bộ phim tài liệu sưu tầm ở nước ngoài, gồm: "Việt Nam", "Hòa Bình cho Việt Nam" và "Việt Nam: Cuộc trường chinh tới Hòa Bình"; lựa chọn mua bản sao và bản quyền sử dụng đối với bộ phim "Hồ Chí Minh: Phác họa chân dung một chính sách"; ký thỏa thuận hợp tác trong công tác phát huy giá trị tài liệu lưu trữ với nhiều cơ quan trung ương và địa phương...[11]
- triển lãm "Thư pháp của các Hoàng đế nhà Nguyễn"[12][13]
- Triển lãm tài liệu lưu trữ về Hoàng Sa năm 2020[14]
- Theo kế hoạch năm 2020, Cục Văn thư và Lưu trữ Nhà nước sẽ tổ chức 24 cuộc triển lãm trong nước, 3 cuộc triển lãm ở nước ngoài, biên soạn và xuất bản 10 ấn phẩm từ tài liệu lưu trữ. Trong đó có triển lãm: Quân đội anh hùng vững bước dưới cờ Đảng quang vinh; Thống nhất non sông; Tài liệu lưu trữ về Hoàng Sa; Triển lãm tài liệu lưu trữ của các cá nhân tiêu biểu; Trưng bày về một số cá nhân lãnh đạo Quốc hội; hồ sơ kỷ vật cán bộ đi B; Tài liệu lưu trữ với lịch sử Thăng Long nhân kỷ niệm 1010 năm Thăng Long, Hà Nội; Dấu tích Kinh thành Thăng Long; một số triển lãm tại Nga, Séc, Lào...Biên soạn và xuất bản một số cuốn sách như: Địa danh hành chính Bắc Kỳ; Chuyến bay Liên hợp 37 của Phi hành đoàn Liên Xô – Việt Nam; Hồ sơ, kỷ vật cán bộ đi B.[14]
- triển lãm "Hồ Chí Minh: Cuộc đời và sự nghiệp từ tài liệu lưu trữ Việt Nam và quốc tế"[15]
- Tìm thấy nhiều mật thư chỉ đạo kháng chiến chống Pháp của vua Tự Đức.[16]
- Châu bản lần đầu tiên công bố là Bản tấu của Bộ Hộ năm 1869 (dưới thời Tự Đức) về việc tỉnh thần Quảng Nam tư trình căn cứ lời bẩm của Tấn thủ Đà Nẵng Nguyễn Văn Tư trích tiền gạo cấp phát cứu tế cho 540 người tỉnh Phúc Kiến trên một chiếc thuyền sam bị nạn trôi dạt đến Vạn lý Trường Sa thuộc Đại Nam (Việt Nam). Đây là một trong 19 Châu bản Triều Nguyễn do Cục trưởng Cục Văn thư và Lưu trữ Nhà nước Đặng Thanh Tùng trao tặng cho UBND huyện đảo Hoàng Sa, thành phố Đà Nẵng ngày 18/01/2020.[17]